# Южно-Шотландская возвышенность
Южно-Шотландская возвышенность (англ. Southern Uplands) — вытянутая с юго-запада на северо-восток холмистая область на юге Шотландии, между Среднешотландской низменностью и границей с Англией. Состоит из многих групп холмов, среди которых Галловей-Хилс, Лаутер-Хилс, Пентландс, Ламмермур-Хилс и Чевиот-Хилс. Высшая точка — гора Меррик на крайнем западе (843 м).
Холмы в основном пологие и покрытые травой и вереском.
Несмотря на холмистый рельеф, вместе со Среднешотландской низменностью относится к историческому региону Лоулендс, тем самым противопоставляясь Хайлендс на северо-западе страны.